# 楊魁 (天順進士)
楊魁（1422年—？），字用元，江西吉安府吉水縣人，明朝政治人物。進士出身。

## 生平
江西鄉試第五十三名。天順元年（1457年）丁丑科會試第四十三名，殿試登進士第三甲第七名。

## 家族
曾祖楊居敬。祖父楊孟貞。父亲楊大觀。